# The Bluetones
The Bluetones es una banda brítanica que se formó en Hounslow en el año 1994 y cuyos componentes originales eran los hermanos Mark y Scott Morris (vocalista y bajista), el guitarrista Adam Devlin y Ed Chester a la batería. Debido a la vorágine de nuevas bandas que surgían en la época bajo el manto del Britpop y el apoyo que la prensa británica brindaba a todas ellas, enseguida alcanzaron gran popularidad. Tras publicar sus dos EP’s «Are You Blue or Are You Blind?» y «Bluetonic» en 1995; a principios de 1996 lanzaron su excepcional álbum debut «Expecting to Fly», en el que destacaban temas como «Bluetonic», «Cut Some Rug», «Carnt Be Trusted» o la popularísima «Slight Return». 
En seguida se les nombró como los sucesores de unos Stone Roses que agonizaban, sin embargo, tras lanzar el EP «Marblehead Johnson» empezaron a perder fuelle. Su segundo LP «Return to the Last Chance Saloon», publicado en 1998, en el que también se incluían grandes temas como «If…» o «Ames» no consiguió superar las altas expectativas que tanto fanes como prensa se habían creado, lo que condujo a que sus siguientes álbumes «Science & Nature» en el año 2000 y «Luxembourg» en 2003 apenas tuvieran repercusión.

## Discografía
- 1996: Expecting To Fly
- 1998: Return To The Last Chance Saloon
- 2000: Science And Nature
- 2003: Luxembourg
- 2006: The Bluetones
- 2007: BBC Radio Sessions
- 2007: Once Upon A Time In West Twelve
- 2007: The Early Garage Years
- 2010: A New Athens